# Microplia agilis
Microplia agilis är en skalbaggsart som beskrevs av Audinet-serville 1835. Microplia agilis ingår i släktet Microplia och familjen långhorningar.
Artens utbredningsområde är Paraguay. Inga underarter finns listade i Catalogue of Life.